# Karl Wieghardt (Chemiker)
Karl Wieghardt (* 25. Juli 1942 in Göttingen) ist ein deutscher Chemiker und emeritierter Direktor am Max-Planck-Institut für Chemische Energiekonversion in Mülheim an der Ruhr.
Er ist Sohn des Physikers Karl Wieghardt und Enkel des Mathematikers Karl Wieghardt.

## Leben und Werk
Wieghardt studierte Chemie an der Ruprecht-Karls-Universität Heidelberg, wo er im Jahr 1969 promoviert wurde. 1972 war er Postdoktorand bei Geoff Sykes in Leeds, UK. 1974 folgte die Habilitation im Fach Chemie ebenfalls an der Universität Heidelberg. 1975 folgte er dem Ruf an die TU Hannover. Von 1981 bis 1994 war er Professor für Anorganische Chemie an der Ruhr-Universität Bochum. 1994 wurde er Direktor am Max-Planck-Institut für Bioanorganische Chemie, dem späteren Max-Planck-Institut für Chemische Energiekonversion. Seit 2010 ist Wieghardt emeritiert.
Wieghardt erhielt zahlreiche Preise und Auszeichnungen. So wurde er 1995 mit dem deutsch-französischen Gay-Lussac-Humboldt-Forschungspreis, 2000 mit der Wilhelm-Klemm-Medaille der Gesellschaft Deutscher Chemiker und 2001 mit dem Centenary Prize der Royal Society of Chemistry in London, UK ausgezeichnet. 2005 erhielt er den Ruhrpreis für Kunst und Wissenschaft. 2006 erhielt er den American Chemical Society Award in Inorganic Chemistry und wurde zum Mitglied der Leopoldina gewählt. Er ist auswärtiges Mitglied der Chemical Research Society of India.

## Forschungsgebiet
Schwerpunkt seiner Arbeit ist die Erforschung und Modellierung der Komplexchemie der Metalloproteine des Eisens und Mangans sowie die Synthese und Bestimmung der Elektronenstruktur von Verbindungen der Übergangsmetalle mit organischen Radikalliganden und die Erforschung magnetischer Wechselwirkungen in mehrkernigen Metallkomplexen.